# Serafino di Sarov
Serafino di Sarov (in russo Серафи́м Саро́вский?), al secolo Próchor Isídorovič Mošnín (Про́хор Иси́дорович Мошни́н), (Kursk, 19 luglio 1759 – Sarov, 2 gennaio 1833) è stato un monaco cristiano e mistico russo, considerato dalle Chiese ortodosse uno dei più importanti.

## Biografia
Serafino trascorse la sua infanzia nella casa paterna, a Kursk, accudito dai genitori Isidor e Agafia Mošnin. Nonostante il padre svolgesse la professione di mercante, Serafino mostrò in giovinezza scarso interesse per gli affari, preferendo trascorrere il suo tempo in preghiera e nella contemplazione ascetica. La sua famiglia era profondamente religiosa tanto che il padre finanziò la costruzione di una cattedrale a Kursk, opera che tuttavia non riuscì a vedere compiuta poiché morì poco dopo averla commissionata. Leggenda vuole che Serafino, caduto a sette anni da un'impalcatura della cattedrale, fosse salvato grazie all'intercessione della Madonna e che pochi anni più tardi, ammalatosi gravemente, venisse guarito da un'icona raffigurante la Vergine Maria e dotato da allora della capacità di vedere gli Angeli.
Nel 1777, all'età di 19 anni, entrò nel monastero di Sarov come novizio. Nel 1786 prese ufficialmente i voti monastici e cambiò il suo nome in Serafino, che deriva dall'ebraico Seraph, latinizzato in Seraphinus, che significa "essere che arde", "che fiammeggia", "che splende". Poco dopo ricevette anche gli ordini sacri di ierodiacono e ieromonaco (monaco consacrato sacerdote), diventando nel 1793 il referente spirituale del convento femminile di Diveyevo. Non molto tempo più tardi decise di ritirarsi a vita contemplativa in una capanna di legno all'interno del bosco di Sarov, vivendo come eremita per 15 anni. Durante questo periodo i suoi piedi diventarono tanto gonfi da consentirgli di camminare solo con fatica. Si racconta che, per l'attenzione che prodigava verso gli animali che vivevano nel bosco, questi non avessero alcun timore di avvicinarsi a lui. Leggenda vuole che un orso si fosse affezionato particolarmente al santo tanto da obbedire ad ogni ordine che questi gli impartiva.
Un giorno, mentre tagliava legna, fu attaccato da una banda di briganti che lo picchiò senza pietà fino a quando fu creduto morto. Serafino, secondo l'agiografia, non tentò in alcun modo di resistere e fu più volte colpito con il manico della sua ascia. I ladri cercavano soldi ma tutto quello che trovarono addosso al santo fu un'icona della Vergine. Nonostante questo assalto lo avesse reso gobbo in modo permanente, costringendolo ad una degenza di alcuni mesi in monastero, allorché i banditi furono arrestati, Serafino chiese al giudice di assolverli e di lasciarli andare liberi, avendoli lui già perdonati di cuore.

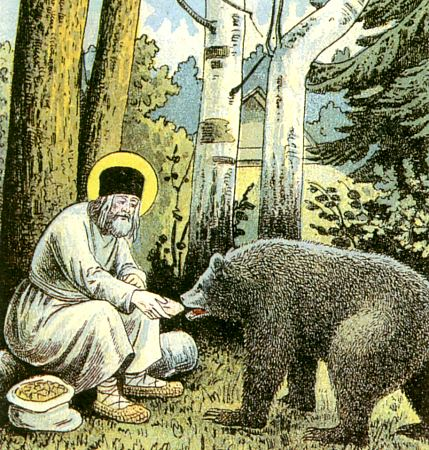
San Serafino e l'orso

Nel 1807 morì il suo maestro spirituale, l'abate Isaia, e i monaci chiesero a Serafino di prendere il suo posto nella gestione del monastero, ma ottennero un rifiuto. Serafino passò tre anni senza parlare con nessuno, trascorrendo un gran numero di notti vegliando, in preghiera, con le braccia alzate verso il cielo. Diventato ormai vecchio e incapace di recarsi settimanalmente in chiesa per la funzione domenicale, nel 1810 decise di interrompere il proprio voto di silenzio e di tornare nel monastero di Sarov, rinchiudendosi in una piccola cella da cui non si allontanava mai neppure per i pasti e per la Comunione, che erano a lui portati dagli altri monaci.
Nel 1815 iniziò a permettere ai fedeli di fargli visita e di accostarsi a lui per il sacramento della Confessione, ma senza rompere il silenzio, anche con i visitatori più importanti. Nel 1825, per consiglio della SS. Vergine, terminò la vita da esicasta e iniziò a offrire la sua esperienza ai monaci e ai laici. Ogni giorno, riceveva centinaia di pellegrini: il santo monaco li ascoltava tutti, prostrandosi e baciando ognuno, offrendo loro consigli per l'avvenire.
Il giorno di capodanno del 1833 (domenica), Serafino ricevette la Comunione e salutò tutti i fratelli presenti. Nella serata lo si sentì cantare dei cantici di Pasqua. Il mattino seguente fu trovato inginocchiato davanti all'icona della Vergine detta "la gioia di tutte le gioie" con le mani incrociate sul petto e gli occhi chiusi. Un cero caduto fece fumare la stoffa. Era il segno predetto dal santo: la sua morte sarebbe stata annunciata da un incendio. Un eremita scorse una luce folgorante nel cielo e disse: «È l'anima del padre Serafim che sale verso il cielo».

## Eredità spirituale
Starec, vissuto nel XIX secolo, è ricordato per aver esteso gli insegnamenti monastici di contemplazione e di disprezzo del proprio corpo ai laici, indicando lo scopo della vita cristiana nell'acquisizione in sé dello Spirito Santo. 
Serafino fu glorificato dalla Chiesa ortodossa russa nel 1903 ed è ricordato il 1º agosto e il 15 gennaio.
Il suo "figlio spirituale", Nikolaj Aleksandrovič Motovilov, riportò un dialogo spirituale riguardante il fine della vita cristiana, che è uno dei testi più importanti della spiritualità russa.